# Mikola Lísenko
Mikola Vitáliovich Lísenko (en ucraniano: Микола Віталійович Лисенко; Jrynkí, gobernación de Poltava, 22 de marzo de 1842 - Kiev, 6 de noviembre de 1912) fue un compositor, pianista, director de orquesa, etnomusicólogo ucraniano del Romanticismo tardío, a menudo considerado el principal promotor del renacimiento musical nacional ucraniano. Se le considera la figura central de la música ucraniana, con una obra variada que incluye óperas, canciones artísticas, obras corales, piezas orquestales y de cámara, y una amplia variedad de música para piano solo.
Al estudiar y basarse en la música folclórica ucraniana, promover el uso del idioma ucraniano y separarse de la cultura rusa, sus composiciones forman lo que muchos consideran la esencia por excelencia de la música ucraniana. Esto se demuestra en su mejor ópera épica, Tarás Bulba, basada en la novela homónima de Nikolái Gógol, en la que la grandeza, la complejidad y el libreto en ucraniano impidieron su puesta en escena durante su vida. Otra ópera de gran importancia fue Natalka Poltavka, basada en la obra de teatro homónima de Iván Kotliarevski.

## Biografía

### Primeros años
Mikola Lísenko nació en Jrynkí, en el uyezd de Kremenchuk de la gobernación de Poltava (ahora óblast de Poltava, Ucrania) el 22 de marzo de 1842. Su lugar de nacimiento era un pequeño pueblo cerca del río Dniéper y entre las principales ciudades de Kiev y Yekaterinoslav. En ese momento, Ucrania estaba dividida bajo el control extranjero del Imperio ruso y el Imperio austrohúngaro. La familia Lísenko era rica y educada, ya que eran una antigua familia aristocrática que se remontaba a los cosacos del siglo XVII. Su era Vitali Romanovich Lísenko, coronel del Imperio ruso, y el compositor tenía dos hermanos menores, una hermana, Sofía y un hermano, Andri.
Lísenko estudió música a una edad temprana y primero recibió clases de piano de su madre, que también le enseñó francés mientras que aprendió ruso gracias el poeta ruso Afanasi Fet. A la edad de nueve años, lo llevaron a Kiev para continuar sus estudios musicales en un internado. Estudió piano y teoría musical bajo la supervisión de Alois Panocini. Sus primeras composiciones de esta época han sobrevivido, incluida una polca (c. 1851) y un nocturno (1859-1860) para piano, así como una pieza para orquesta de cuerda, Moldavskaya, Russian Pizzicato (1859-1860). En 1860, Lísenko asistió al Gymnasium de Járkov y estudió ciencias naturales en la universidad local y más tarde en la universidad de Kiev. En esta última universidad continuó sus estudios musicales con Dmitriyev, Wilczyk y Wolner, y se graduó en 1865 con una licenciatura en ciencias naturales y luego completó dos años de servicio civil en el uyezd de Tarashcha como mediador para disputas que involucraban a antiguos siervos y sus reclamos de propiedad de la tierra. Continuó sus estudios musicales en el conservatorio de Leipzig (Alemania) de 1867 a 1869, donde sus profesores principales incluyeron a Carl Reinecke para piano y Ernst Richter para composición y teoría.

### Compositor emergente

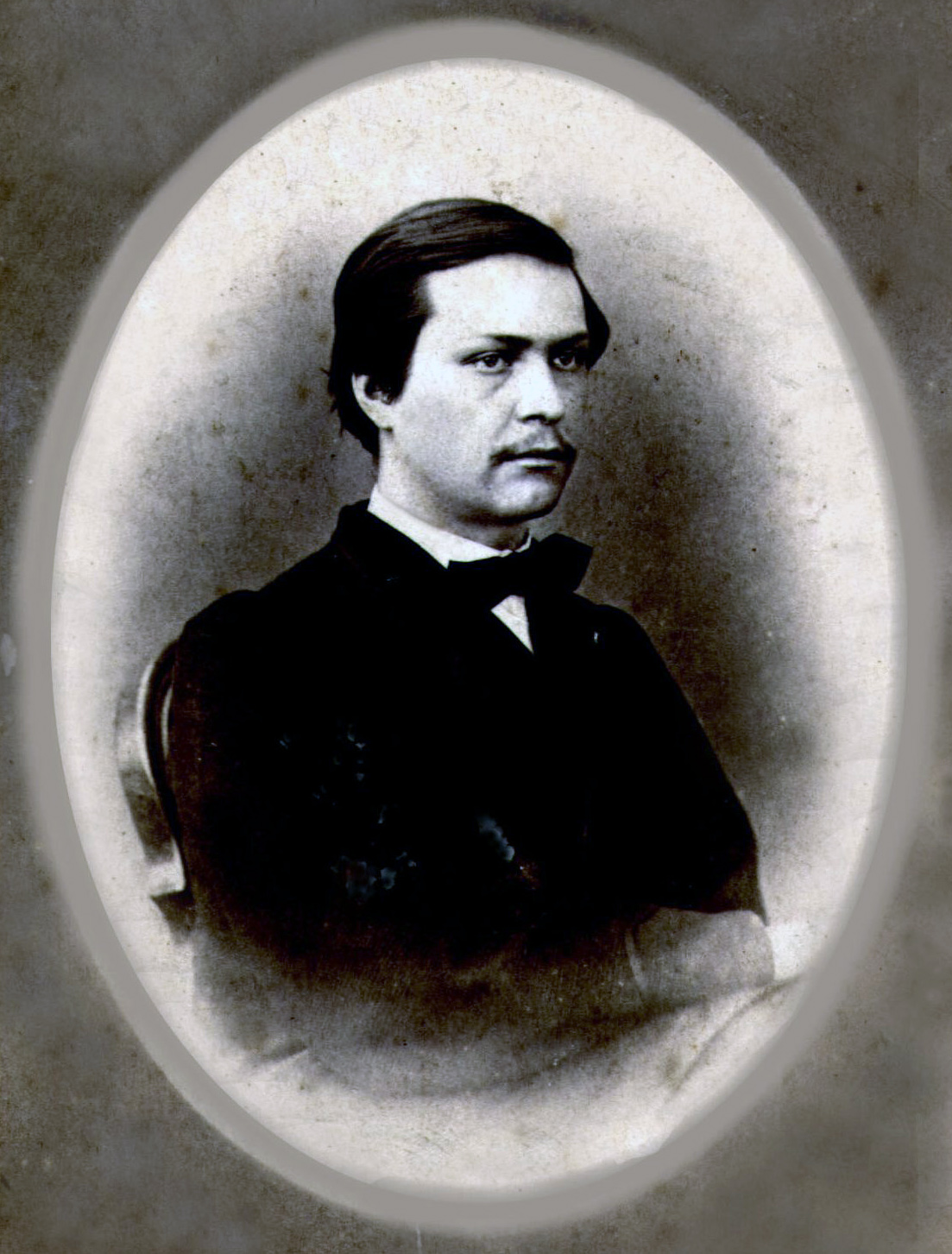
Lísenko en 1865

Desde su juventud, Lísenko había desarrollado un intenso entusiasmo por la música y la cultura ucranianas, particularmente por la influencia de sus abuelos, y su disfrute de las canciones campesinas. A principios de la década de 1860 comenzó a recopilar y publicar canciones populares ucranianas, a menudo con la ayuda del juglar Ostap Veresai. Posteriormente publicaría siete volúmenes de arreglos y transcripciones de estos entre 1868 y 1911.Los filósofos Visarión Belinski, Nikolái Chernishévski y Aleksandr Herzen influyeron en él.
Sus primeras obras incluyeron escenarios musicales de poetas ucranianos, en particular Tarás Shevchenko, una figura importante de la literatura ucraniana temprana, cuyo texto incluyó en la obra coral Zapovit ('El Testamento'). Otros dos factores fueron importantes para su fervor nacionalista: las estrechas relaciones con su primo Mijáilo Staritski, el historiador Volodímir Antonóvich y el erudito Tadei Rilski; y también su asociación con la hromada de Kiev, la 'Vieja Sociedad'. Lísenko concluyó que la música era la mejor manera en que podía expresar su patriotismo y pretendía crear una escuela independiente de música ucraniana, en lugar de duplicar los estilos existentes de música clásica occidental. En 1869, regresó a Kiev y, en palabras del historiador de la música Richard Taruskin, "regresó a casa como un nacionalista musical comprometido".
A su regreso a Kiev, continuó arreglando y estudiando melodías populares ucranianas. Dividió su tiempo entre numerosas actividades: dar clases de piano, trabajar en el capítulo de la Sociedad Musical Rusa (SMR) en Kiev y componer. Durante este período, Lísenko escribió su primera ópera Chernomortsi ('Marineros del Mar Negro') entre 1872 y 1873; también escribió una fantasía orquestal, titulada Ukraïnskyy kazak-shumka ('Canción cosaca ucraniana') y una pieza de cámara para flauta, violín y piano: Fantasía sobre temas ucranianos. En 1873, viajó por el Imperio ruso para recopilar material etnográfico de su interés en otras tierras étnicamente ucranianas y en Yugoslavia, donde se mostró particularmente interesado en el folclore serbio. Lísenko se mudó a San Petersburgo de 1874 a 1876 para estudiar orquestación con Nikolái Rimski-Kórsakov. Además de Rimski-Kórsakov, se reunió con otros miembros de Los Cinco, en particular con Modest Músorgski, que estaba trabajando en una ópera ambientada en Ucrania, La feria de Soróchinets. Durante esta corta estancia en San Petersburgo, Lísenko dirigió un coro y escribió muchas composiciones para piano, escribiendo más de 10 obras en una variedad de género.

### Vuelta a Kiev
Con su regreso a Kiev en 1876 retomó la dirección de orquesta al dirigir otro coro. Muchos de los coristas bajo su instrucción se convertirían en compositores, incluidos Levkó Revutski, Porfiri Demutski, Kirilo Stetsenko y su propio hijo, Ostap Lísenko. Otras actividades incluyeron la organización de conciertos para Veresai y la impartición de lecciones de música, a menudo en el Instituto de Hijas de la Nobleza de Kiev.

A finales de la década de 1870, Lísenko fue reconocido como una figura destacada de la música ucraniana. Como compositor ucraniano que vivía en un estado controlado por el Imperio ruso, soportó continuas dificultades por parte del gobierno; no recibió apoyo estatal y, en ocasiones, recibió resistencia activa de los funcionarios rusos. Su relación con la SMR se deterioró gradualmente, hasta que fue completamente ignorado. También fue monitoreado repetidamente por el gobierno y a menudo atacado en la prensa local. Sus actividades en apoyo de la cultura ucraniana lo hicieron sospechoso ante los funcionarios imperiales, en particular sus frecuentes reuniones con otros nacionalistas ucranianos, y más tarde, su apoyo a la revolución rusa de 1905 y su liderazgo en el Club Ucraniano (en ucraniano: Український клуб), una asociación de figuras públicas ucranianas en Kiev (tales como Lesya Ukrainka o Iván Nechui-Levitski).

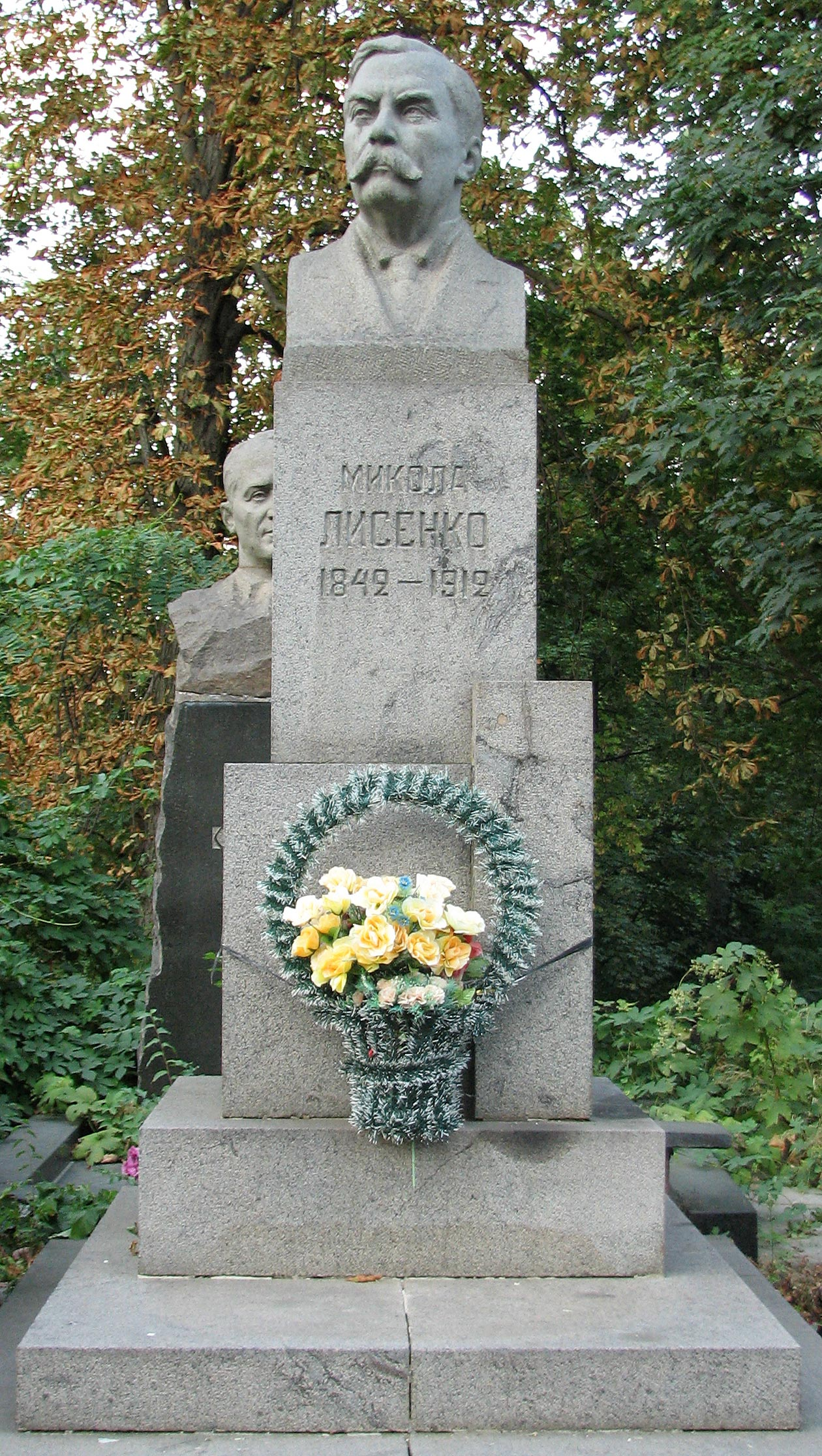
Tumba en el cementerio de Báikove, Kiev.

El ucase de Ems de 1876 que prohibía el uso impreso del idioma ucraniano fue uno de sus mayores obstáculos: a partir de entonces tuvo que publicar algunas de sus obras en el extranjero, mientras que las interpretaciones de su música debían ser autorizadas por la censura imperial. Sin embargo, para sus libretos de ópera, Lísenko insistió en utilizar únicamente el ucraniano. No permitió que se tradujera su ópera Tarás Bulba; de hecho, Chaikovski quedó impresionado por la ópera y quiso llevársela a Moscú. Sin embargo, la insistencia del compositor en que se representara en ucraniano, impidió que la representación se llevara a cabo.

### Últimos años
En sus últimos años, recaudó fondos para abrir una Escuela de Música de Ucrania, actualmente conocida como la escuela de música Lísenko (parte de la Universidad Nacional de Teatro, Cine y TV de Kiev). Mikola Lísenko murió el 6 de noviembre de 1912 en Kiev de un ataque repentino al corazón, siendo enterrado en el cementerio de Baikove. Su hija Mariana siguió los pasos de su padre como pianista, y su hijo Ostap también enseñó música en Kiev.

## Obra musical
Mikola Lísenko fue la figura central de la música ucraniana de su época y un compositor prolífico, escribió muchas piezas para piano, más de cien canciones artísticas, óperas, así como música orquestal, de cámara y coral. A lo largo de su vida estudió la música folclórica de músicos viajeros ucranianos como Ostap Veresai, Pavló Bratitsia y Opanás Slastion, así como instrumentos musicales ucranianos.

### Óperas
Algunas de sus obras más importantes son del género de la ópera, incluida la ópera clásica ucraniana Natalka Poltavka, Utoplena (basada en La noche de mayo o la doncella ahogada, de Gógol) y Tarás Bulba, Nocturno, y dos óperas para niños: Koza-dereza y Señor Kotsky.

### Canciones artísticas
Lísenko fue el compositor más comprometido con las canciones artísticas (en ucraniano: lirychni pisni) de entre todos sus coetáneos, composiciones cuyas características son ser continuas y atentas a los detalles del texto. En total, el compositor compuso 133 de estas obras y "relatan una historia maravillosamente descriptiva y apasionante de la vida europea del siglo XIX y principios del XX".
Su enfoque combina características de la música tradicional ucraniana y la música clásica occidental. Del primero se desprende el uso frecuente de ornamentación, métricas inusuales y efectos parecidos a melodías populares, mientras que en la música clásica hay un uso romántico de cromatismo intenso y cambios rápidos entre centros tonales, típico de la música clásica del siglo XX. Sus canciones cubren una amplia variedad de temas, descritos por la musicóloga Dagmara Turchín como una "[gama] asombrosamente amplia: monólogos dramáticos apasionados y elegías meditativas, declaraciones filosóficas profundas y escenas folclóricas coloridas, serenatas líricas y canciones de amor extáticas, un vals melancólico y una duma heroica, una extensa balada romántica y un poema sinfónico".
También puso música a muchos poetas, en particular a los modernistas ucranianos, que encontró la mejor manera de expresar sus creencias patrióticas y políticas. Entre ellos se encontraban Iván Frankó, Yevhen Hrebinka, Oleksandr Oles, Stepán Rudanski, Shchegolev, Staritski y Lesia Ukrainka, pero también otros como Heinrich Heine, Adam Mickiewicz y Semyon Nadson. Mikola Lísenko tenía especial devoción por Tarás Shevchenko y creó obras para 82 textos de la colección Kobzar del poeta. En Ucrania, a menudo se hacen comparaciones entre los dos, quienes forman lo que muchos ucranianos consideran la esencia de su cultura e identidad.

### Otras obras vocales
Además de las canciones artísticas, el trabajo vocal del compositor incluye tres cantatas para coro y orquesta, todas con textos de Tarás Shevchenko: Raduisia nyvo nepolytaia (Alégrate, campo sin agua), Biut' porohy (Los rápidos rugen) y Na vichnu pamiat' Kotliarevs'komu (Para la memoria eterna de Kotliarevsky). También agrupó y recopiló aproximadamente 500 canciones populares para voz y piano, coro y piano, o coro a capela. Además, escribió dos obras para los aniversarios de la muerte de Shevchenko, una marcha fúnebre (1888) con letra de Lesia Ukrainka para el día 27 y una cantata (1911) para el día 50.
Su composición coral de 1885 de un poema patriótico de Oleksandr Konisko, originalmente destinado a un coro de niños, se hizo conocido internacionalmente como Oración por Ucrania, un himno espiritual para el país.

### Música para piano
Algunas de las obras más importantes para piano son la Suite ucraniana en forma de danzas antiguas, dos rapsodias (la segunda, Dumka-shumka, es una de sus obras más conocidas), el Esquerzo Heróico y la Sonata en La menor. También escribió decenas de obras más pequeñas como nocturnos, polonesas, canciones sin letra y piezas programáticas. Algunas de sus obras para piano muestran la influencia del estilo de Chopin.

### Música de cámara
Entre la música de cámara que compuso se incluye un cuarteto de cuerda, un trío para dos violines y viola, y varias obras para violín y piano.

## Obras etnomusicológica
Mikola Lísenko realizó los primeros estudios etnográficos musicales del kobzar ciego de Ostap Veresai que publicó en 1873 y 1874, y que siguen siendo estudiados. Lísenko continuó investigando y transcribiendo el repertorio de otros kobzars de otras regiones como Opanás Slastion y Pavló Bratitsia.
También hizo un estudio exhaustivo de otros instrumentos populares ucranianos como el torban. Su colección de ensayos sobre instrumentos populares ucranianos lo convierte en el fundador de la organología ucraniana y uno de los primeros organólogos del Imperio ruso.

## Legado e influencia

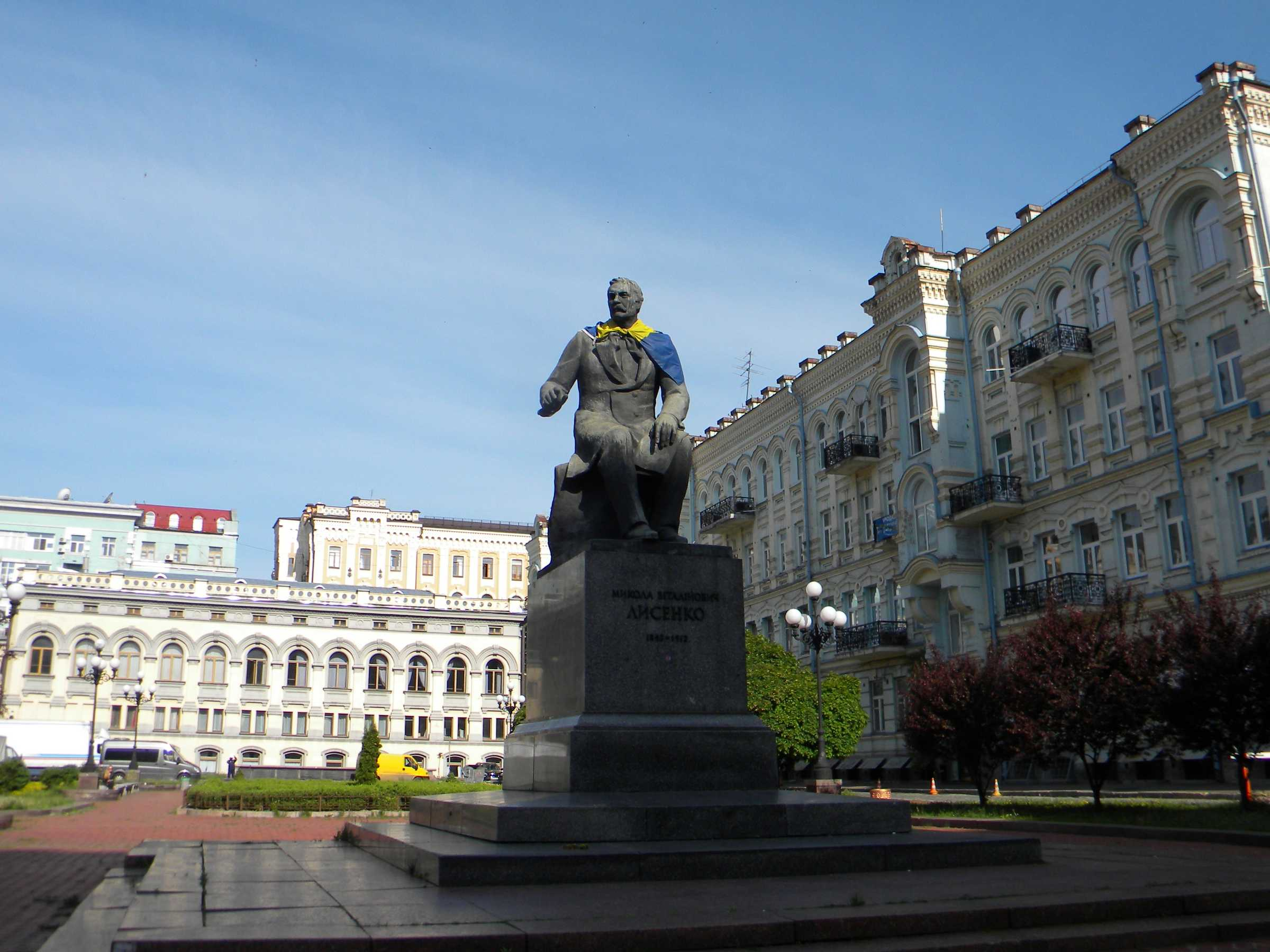
Monumento en la Ópera Nacional de Ucrania de Kiev.

La influencia de su música y estilo nacionalista fue inmensa para los compositores ucranianos posteriores, influenciando a figuras como como Stanislav Liudkévich, Oleksandr Koshetz, Kirilo Stetsenko, Yakiv Stepovi y, sobre todo, Mikola Leontóvich. A pesar de su gran renombre en Ucrania, el compositor no es particularmente conocido fuera del país.
De 1950 a 1959, las obras completas de Lísenko se publicaron en Kiev en 22 volúmenes.Un grupo de compositores y músicos ucranianos, entre ellos Yelizaveta Chavdar, Ariadna Lísenko (nieta del compositor), Yevhen Rzhanov, Andri Shtoharenko, Miroslav Skórik y Yevhén Stankóvich fundaron el Concurso Internacional de Música Mikola Lísenko en 1962 en su honor.
La casa de Lísenko en Kiev, en la que permaneció desde 1894 hasta 1912, se convirtió en 1987 en la Casa-Museo Mikola Lísenko, uno de los numerosos museos de la ciudad.
Las principales instituciones artísticas de Ucrania llevan su nombre, como la Academia Nacional de Música de Leópolis (1903), la opera teatro de Járkov (1944), la Sala de Columnatas de la Filarmónica de Kiev (1962), el Liceo Estatal de Música Lísenko de Kiev (1944) o la Escuela Estatal de Música de Poltava. Los músicos ucranianos reciben anualmente el premio Mikola Lísenko. Periódicamente se celebra en Kiev el Concurso Internacional de Música homónimo.